# Calle peatonal Shangxiajiu

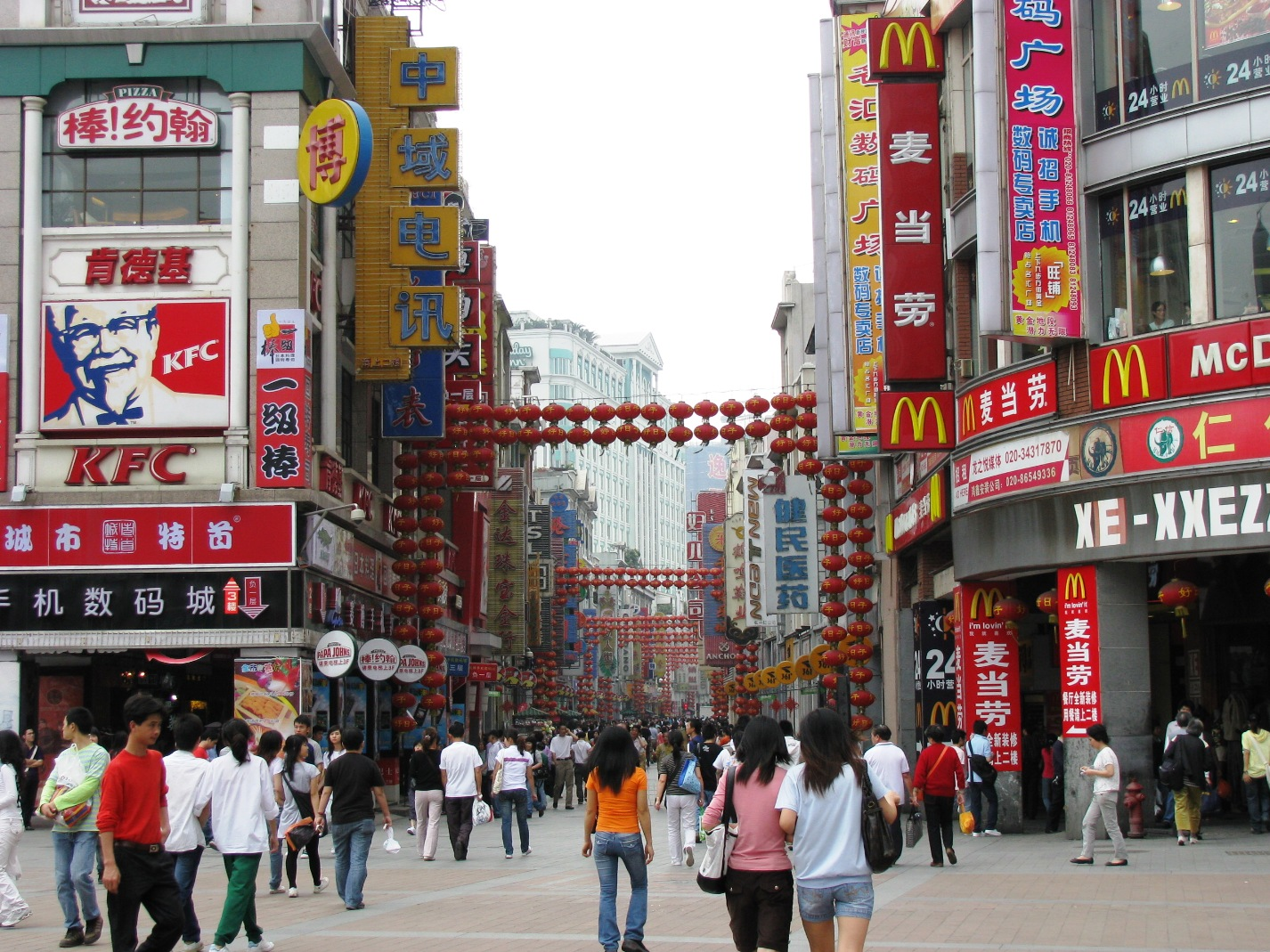
La calle peatonal Shangxiajiu

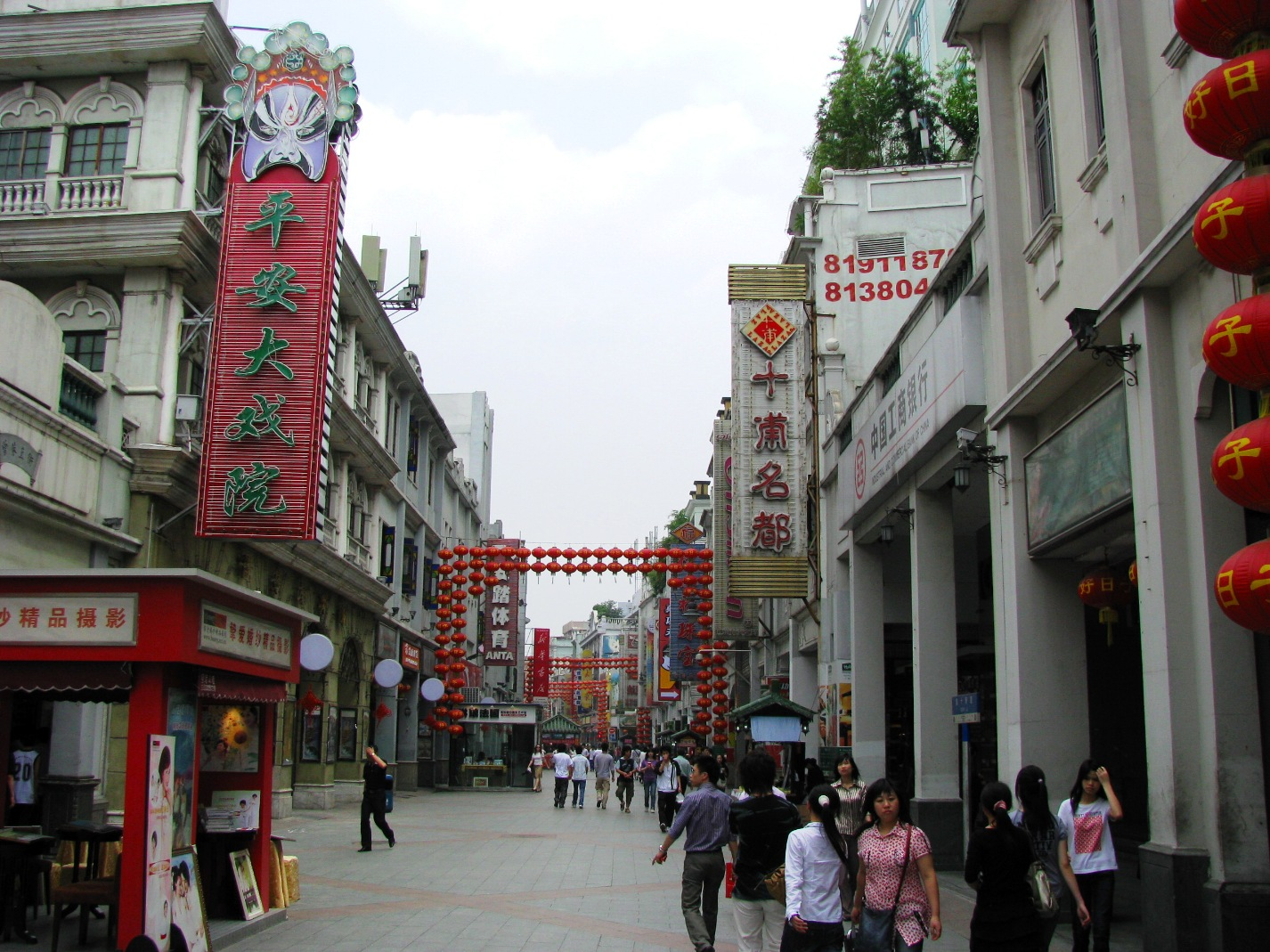
Dishifu Lu

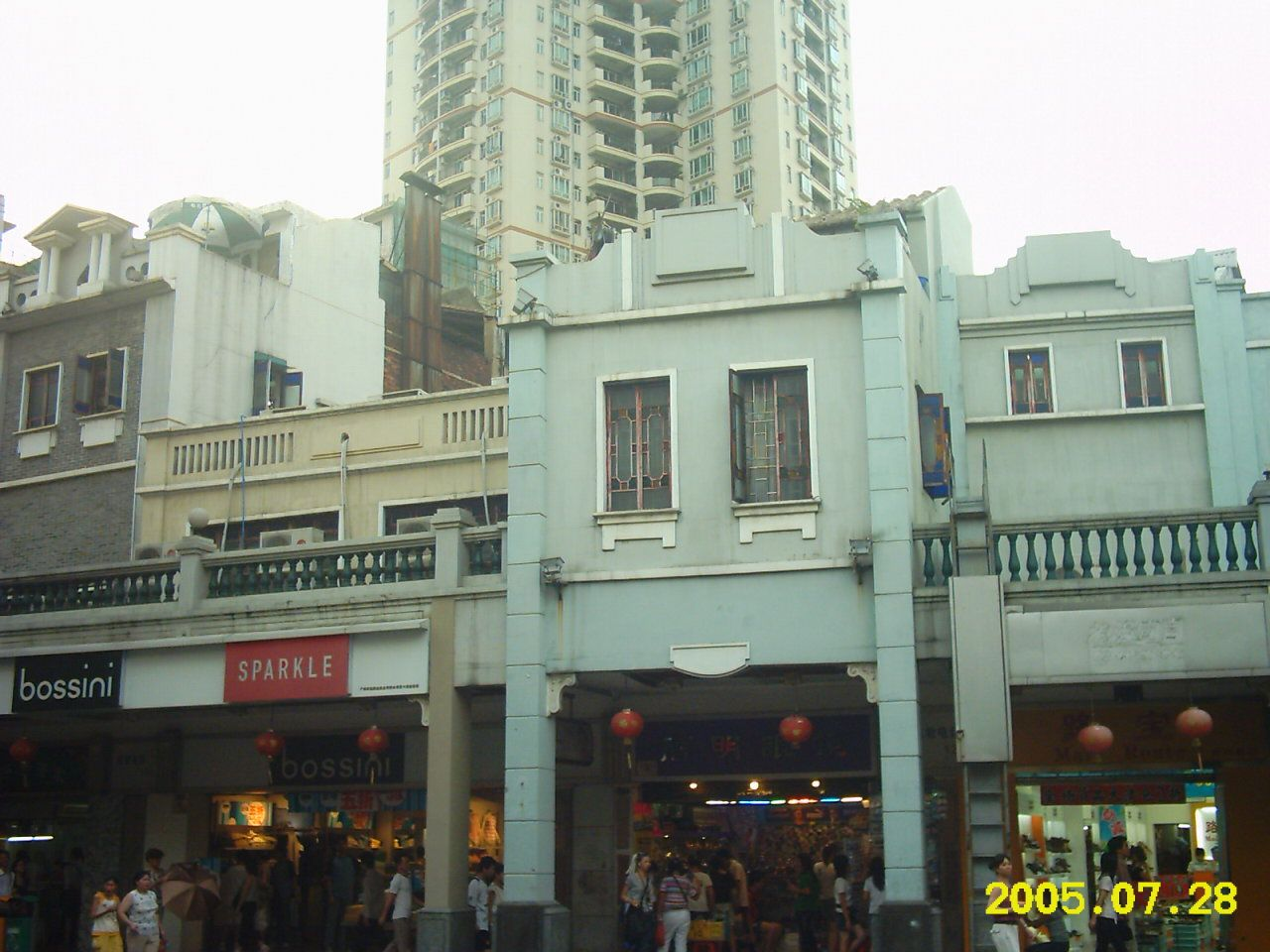
La arquitectura de Shangxiajiu

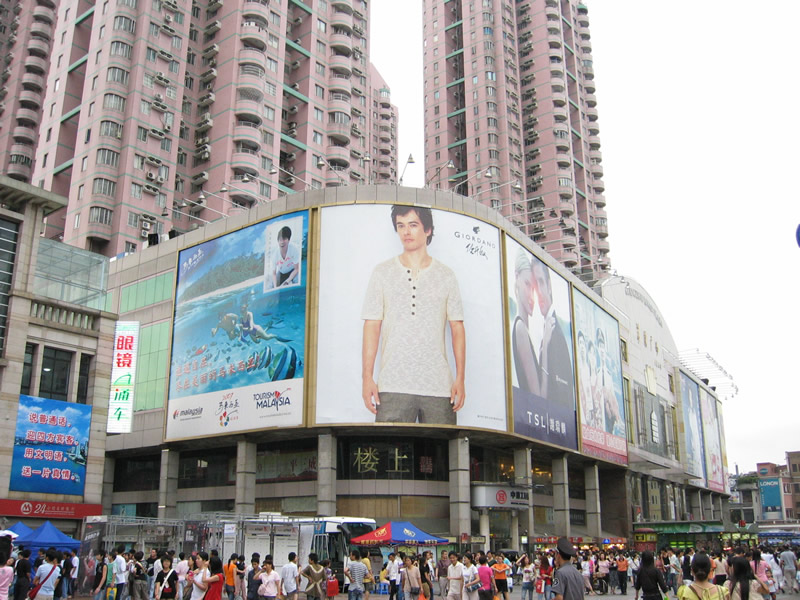
Liwan Plaza en Shangxiajiu

La calle peatonal Shangxiajiu (en chino simplificado, 上下九步行街; pinyin, shàngxiàjiǔ bùxíngjiē), o simplemente Shangxiajiu (en chino simplificado, 上下九), es una calle peatonal de tiendas situado en el Distrito de Liwan de Cantón, Cantón, China. Es la primera calle de tiendas de la ciudad y abrió en septiembre de 1995.

## Localización
Situada en la antigua ciudad de Xiguan (en chino simplificado, 西关), se extiende desde Shangjiu Lu (en chino simplificado, 上九路) y Xiajiu Lu (en chino simplificado, 下九路) en el este hasta Dishifu Lu (en chino simplificado, 第十甫路) en el oeste, y atraviesa Baohua Lu (en chino simplificado, 宝华路) y Wenchang Lu (en chino simplificado, 文昌路), con unos 1200 metros de longitud y más de 300 tiendas.
Shangxiajiu consta de una arquitectura única e histórica que se basa en Tong Laus y casas de té, con características de los estilos europeos y chinos. Tiene varias tiendas famosas, como la Tienda de Ropa Guangzhou, la Tienda de Zapatos y Sombreros Herring, y la Tienda de Relojes Dalu. También tiene algunos restaurantes muy conocidos, como el Restaurante Guangzhou, el Restaurante Taotaoju, Wenchang Chicken, y Taotao Ginger and Onion Chicken.